# Сарта
Сарта, або Сарт (фр. Sarthe, IPA:[saʁt]) — департамент на заході Франції, один з департаментів регіону Пеї-де-ла-Луар (Pays de la Loire). 
Порядковий номер 72. Адміністративний центр — Ле-Ман (Le Mans). Населення 529,9 тис. чоловік (47-е місце серед департаментів, дані 1999 р.).

## Географія
Площа території 6 206 км². 
Департамент включає 3 округи, 40 кантонів і 375 комун.

## Історія
Сарт — один з перших 83 департаментів, утворених під час Великої французької революції в березні 1790 р. Виник на території колишньої провінції Мен. Названий за річкою Сарт.